# Chaos Theory: Splinter Cell 3 Soundtrack
Albums de Amon Tobin
Solid Steel Presents Amon Tobin: Recorded Live
(2004) Foley Room
(2007)
Chaos Theory: Splinter Cell 3 Soundtrack est le sixième album du DJ Amon Tobin. Paru en 2005 sur le label Ninja Tune, ce disque est la bande originale du jeu vidéo Tom Clancy's Splinter Cell: Chaos Theory.
L'univers sonore lourd et mystérieux du musicien se colle parfaitement à l'ambiance de ce jeu d'infiltration avec ses passages d'angoisse aux basses saturées et aux longues boucles synthétiques ; comme les moments nerveux prédominés par une rythmique Drum'n'Bass[non neutre].

## Liste des titres
| No  | Titre                                            | Durée |
| --- | ------------------------------------------------ | ----- |
| 1.  | The Lighthouse                                   | 5:05  |
| 2.  | Ruthless                                         | 5:15  |
| 3.  | Theme From Battery                               | 4:26  |
| 4.  | Kokubo Sosho Stealth                             | 3:25  |
| 5.  | El Cargo                                         | 4:23  |
| 6.  | Displaced                                        | 6:58  |
| 7.  | Ruthless (Reprise)                               | 4:26  |
| 8.  | Kokubo Sosho Battle (Adapted From Cougar Merkin) | 4:16  |
| 9.  | Hokkaido                                         | 3:00  |
| 10. | The Clean Up                                     | 7:00  |